# House Husbands
House Husbands est une série télévisée australienne en 58 épisodes d'environ 60 minutes créée par Ellie Beaumont et Drew Proffitt, diffusée entre le 2 septembre 2012 et le 17 avril 2017 sur Nine Network.
La série est inédite dans les pays francophones.

## Distribution

### Acteurs principaux
- Firass Dirani : Justin Baynie
- Gyton Grantley : Kane Albert
- Rhys Muldoon (en) : Mark Oliver
- Gary Sweet (en) : Lewis Crabb
- Julia Morris (en) : Gemma Crabb
- Natalie Saleeba (en) : Abigail « Abi » Albert
- Georgia Flood (en) : Phoebe Crabb (saisons 1 à 3)
- Anna McGahan : Lucy Crabb (saisons 1 à 3)
- Tim Campbell (en) : Tom Parker (saisons 1 et 2)
- Leah de Niese : Nicola Panas (saisons 1 et 2)
- Lincoln Lewis : Ned (saison 3)
- Rachel Griffiths : Belle Crabb (saison 3)
- Darren McMullen (en) : Alex Larden (saisons 3 et 4)
- Jane Allsop (en) : Rachel Hilton (saisons 1, 4 et 5)
- Justine Clarke (en) : Eve (saison 4)
- Hugh Sheridan (en) : Nick Gazecki (saison 5)
- Delta Goodrem : Izzy Dreyfus (saison 5)

### Acteurs secondaires
- Louise Siversen : Miss Looby
- Lily Jones : Poppy Oliver
- Edwina Royce : Stella Parker
- Madison Torres-Davy : Tilda Crabb
- Mattea Annette : Jacob Baynie
- Riley Webb : Zac Baynie
- Ben Crundwell : Finn (depuis la saison 2)
- Ben Schumann : Ryan (depuis la saison 2)
- Ryan Johnson : Will (saison 3)
- Helen Dallimore : Gaby
- Craig McLachlan : Damo (saisons 2 et 3)
- Nicholas Coghlan : Rodney (saison 1)
- Geraldine Turner : Wendy Horne (saisons 2 et 3)
- Madeleine West : Dimity (saison 2)
- Rick Donald : Mr Tuck (saison 2)
- Kate Jenkinson : Miss Nadir (saison 1)
- Les Hill : Simon Lawson-West (saison 2)
- Terence Donovan : Doug (saison 2)

### Sources
- (en) Cet article est partiellement ou en totalité issu de l’article de Wikipédia en anglais intitulé « House Husbands » (voir la liste des auteurs).